# سرجیو وردیرام
سرجیو وردیرام (اسپانیایی: Sergio Verdirame‎؛ زادهٔ ۱۰ اکتبر ۱۹۶۸) بازیکن فوتبال اهل آرژانتین است.

## باشگاهی
از باشگاه‌هایی که در آن بازی کرده‌است می‌توان به باشگاه فوتبال کولو-کولو اشاره کرد.